# Thelma Dorantes
Thelma Dorantes (Ciudad de México, 30 de septiembre de 1949 - Ibíd, 10 de abril de 2024) fue una actriz mexicana de televisión, cine y teatro.

## Biografía
Con una trayectoria de más de cuarenta años, inició su carrera en el cine con la película Casos de alarma, donde interpretó a una beata.
En televisión, actuó primeramente en Triángulo, para después participar en pocos episodios de la exitosa comedia Al derecho y al Derbez. Sus más recientes participaciones en el medio fueron en las producciones Qué bonito amor, Quiero amarte y Mi corazón es tuyo.
Participó en diversas telenovelas como Triunfo del amor, Amorcito corazón, Quiero amarte, entre otras. Escribió varios guiones para obras destacadas e incluso participó en ellas.

## Filmografía

### Telenovelas
- Papá a toda madre (2017) ... Irene
- Mi corazón es tuyo (2014) ... Joaquina
- Quiero amarte (2013-14) ... Amparo
- Qué bonito amor (2012-13) ... Mancia Sánchez
- Amorcito corazón (2011) ... Irma
- Triunfo del amor (2010-11) ... Sor Rocío Valladolid
- Zacatillo, un lugar en tu corazón (2010) ... Pancracia
- Querida enemiga (2008)
- Fuego en la sangre (2008) ...
- Muchachitas como tu (2007) ... Lucía
- Barrera de amor (2005)
- Amar otra vez (2003)
- Clase 406 (2003) ... Carmela
- La otra (2002) ... Carmen
- Sin pecado concebido (2001) ... Cipriana
- Abrázame muy fuerte (2000)
- Desencuentro (1997) ... Sara Soriano
- Pueblo chico, infierno grande (1997) ... Plácida
- María Isabel (1997)
- Bajo un mismo rostro (1995)
- Prisionera de amor (1994)
- Triángulo (1992) ... Alicia

### Series
- La rosa de Guadalupe (2015-2023) -
- Episodio: Cosecha de mujeres - Petra
- Episodio: "El Cisne del Estanque" Maestra Úrsula...
- Como dice el dicho (2011-2023) - Episodios: "El que no tiene nada que hacer", "Ladrón que roba a ladrón", "Caras vemos" ... Emma/Matilde "Mati"
- Una familia de diez (2007) ... Madre de Ricky
- ¡Que madre tan padre! (2006) ... Recepcionista
- Mujer, casos de la vida real (1994-2006) ... Varios episodios
- Güereja de mi vida (2001) ... Lamentaciones Segura
- Los nuevos Beverly (1996)
- Al derecho y al Derbez (1994-1995)
- Chespirito (1992)... Gitana

### Películas
- La pareja perfecta (1991) ... Tía Eduviges
- El vergonzoso (1988)
- Casos de alarma (1986) ... Beata